# Nanaksagar-Talsperre
Die Nanaksagar- oder Nanak-Sagar-Talsperre liegt in Udham Singh Nagar im Bundesstaat Uttarakhand in Indien.

## Bauwerk
Der 16 m hohe Erddamm war 1962 gebaut worden. Der Staudamm gehört auch nach der Abspaltung Uttaranchals – jetzt Uttarakhand – von Uttar Pradesh der Bareli Division des Uttar Pradesh Irrigation Department (Ministerium/Amt für Bewässerung).

## Dammbruch
Die Talsperre brach am 27. August 1967. Bei dem Bruch, der durch eine Überflutung des Dammes entstand, starben rund 100 Menschen. Die Bresche im Damm war 50 m breit.
Die Flüsse Ravkara und Arara traten dadurch über ihre Ufer. Zwei Dörfer wurden vollständig überflutet, und mehr als zwanzig weitere Dörfer wurden von den Fluten eingeschlossen. Viele Menschen konnten sich retten, weil sie von Läufern rechtzeitig gewarnt wurden. Auch Getreide und Feldfrüchte in Millionenwerten wurden zerstört.